# 千日前通
千日前通（せんにちまえどおり）は、大阪府大阪市を東西に走る幹線道路の愛称。

## 概要

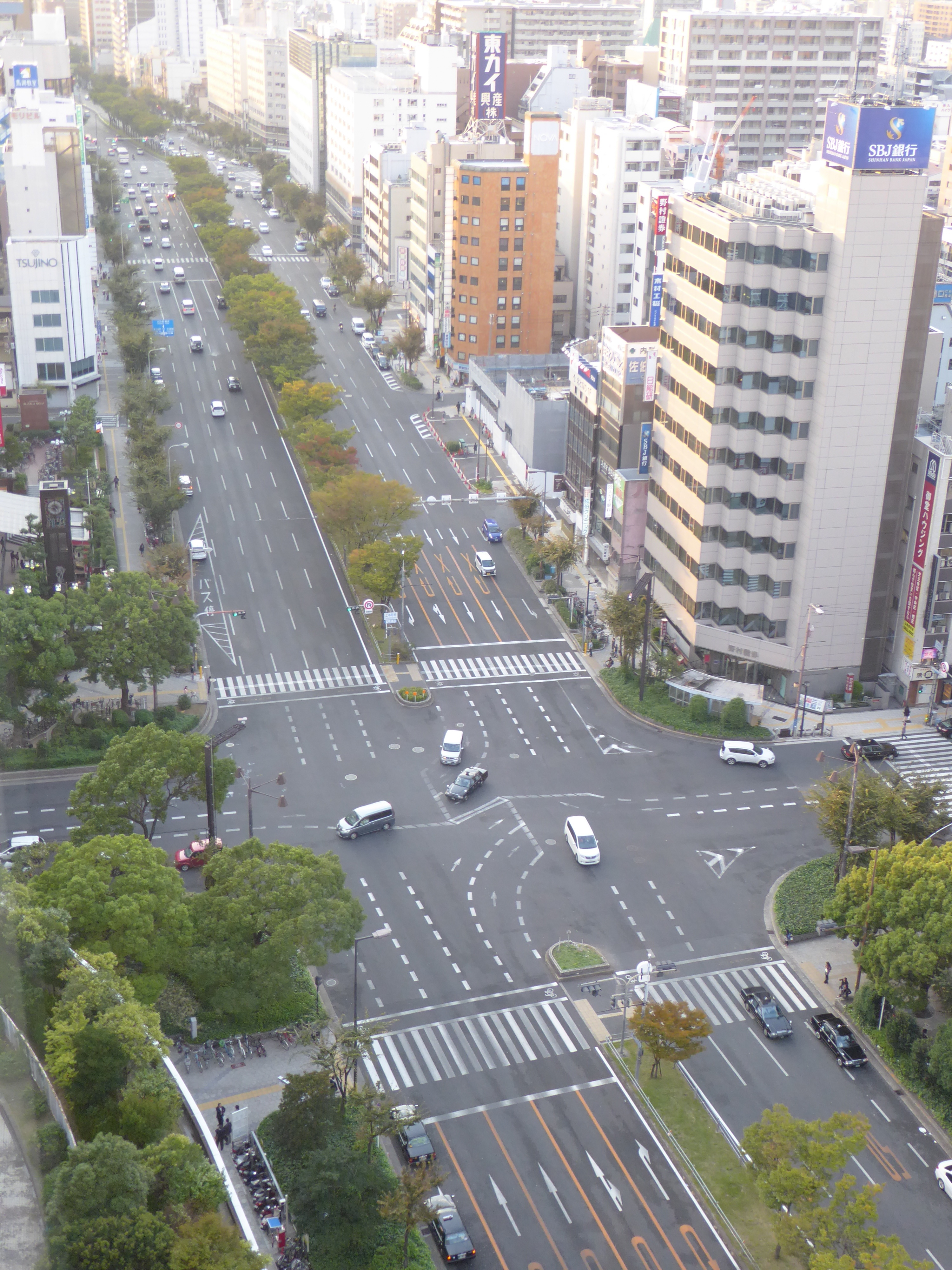
上本町6交差点付近を西方向に望む

区間は大正橋交差点（大正通）から新深江交差点（大阪内環状線）までの約7.2km。難波交差点（御堂筋）以西は大阪市道難波境川線、以東は大阪府道702号大阪枚岡奈良線のそれぞれ一部区間にあたり、今里交差点（今里筋）以東は国道308号と重複する。
上本町6交差点（上町筋）以西は、1912年に発生した南の大火による焼け跡の利用および幸町の南を東西に流れていた桜川の埋立によって、1915年に大阪市電九条高津線が通る幅員12間（約22m）の道路として誕生した。その後も大阪市電の敷設によって東伸し、1925年に上本町下味原町線が下味原交差点（玉造筋）まで、1927年に鶴橋線が今里交差点まで開通した。今里交差点以東は十大放射路線のひとつである府道大阪枚岡線として整備された。
大阪市電は1969年に廃止されたが、翌1970年には万博関連事業の一環として、大正橋東詰 - 上本町6交差点間が湊町駅（現・JR難波駅）構内を除いて幅員50mに拡幅された。現在の湊町西交差点 - 湊町南交差点（四つ橋筋）間に湊町駅が位置していたため、道頓堀川南岸へ迂回する12間幅の未改良区間がその後もしばらく残っていたが、1989年末の湊町駅移転により解消されている。また、上本町6交差点 - 下味原交差点間は幅員40mに拡幅されている。
汐見橋交差点（新なにわ筋） - 下寺町交差点（松屋町筋）間は高架上に阪神高速15号堺線が通っている。また、汐見橋交差点以東の地下に地下鉄千日前線、上本町6交差点以西の地下に近鉄難波線・阪神なんば線が通っており、湊町南交差点 - 日本橋1交差点（堺筋）間の地下には地下街のなんばウォークが展開している。
下味原交差点以西が主に片側3車線の6車線道路、以東が片側2車線の4車線道路である。難波交差点付近から日本橋1交差点付近にかけては違法駐車およびタクシーの二重・三重駐車によって、鶴橋駅付近は違法駐輪によって車線が塞がれて渋滞がよく発生する。また、五差路の今里交差点は渋滞が慢性化している。

## 沿線情報
大正区
- 大阪ドーム（西区）
- 大正駅
- 大正橋

浪速区
- ホテルモントレ グラスミア大阪
- 汐見橋駅
- 桜川駅
- 大阪シティエアターミナル(OCAT)
- JR難波駅
- 湊町リバープレイス（なんばHatch）

中央区
- 大阪難波駅・地下鉄なんば駅
- なんばウォーク
- 戎橋筋商店街
- ビックカメラ（千日デパート跡地）
- 近鉄日本橋駅・地下鉄日本橋駅
- 黒門市場
- 国立文楽劇場
- 高津宮

天王寺区
- 生國魂神社
- 谷町九丁目駅
- うえほんまちハイハイタウン
- 大阪上本町駅
- 近鉄百貨店上本町店
- シェラトン都ホテル大阪
- 鶴橋駅（近鉄の駅のみ生野区）

東成区
- 今里駅
- 新深江駅

## 交差する道路

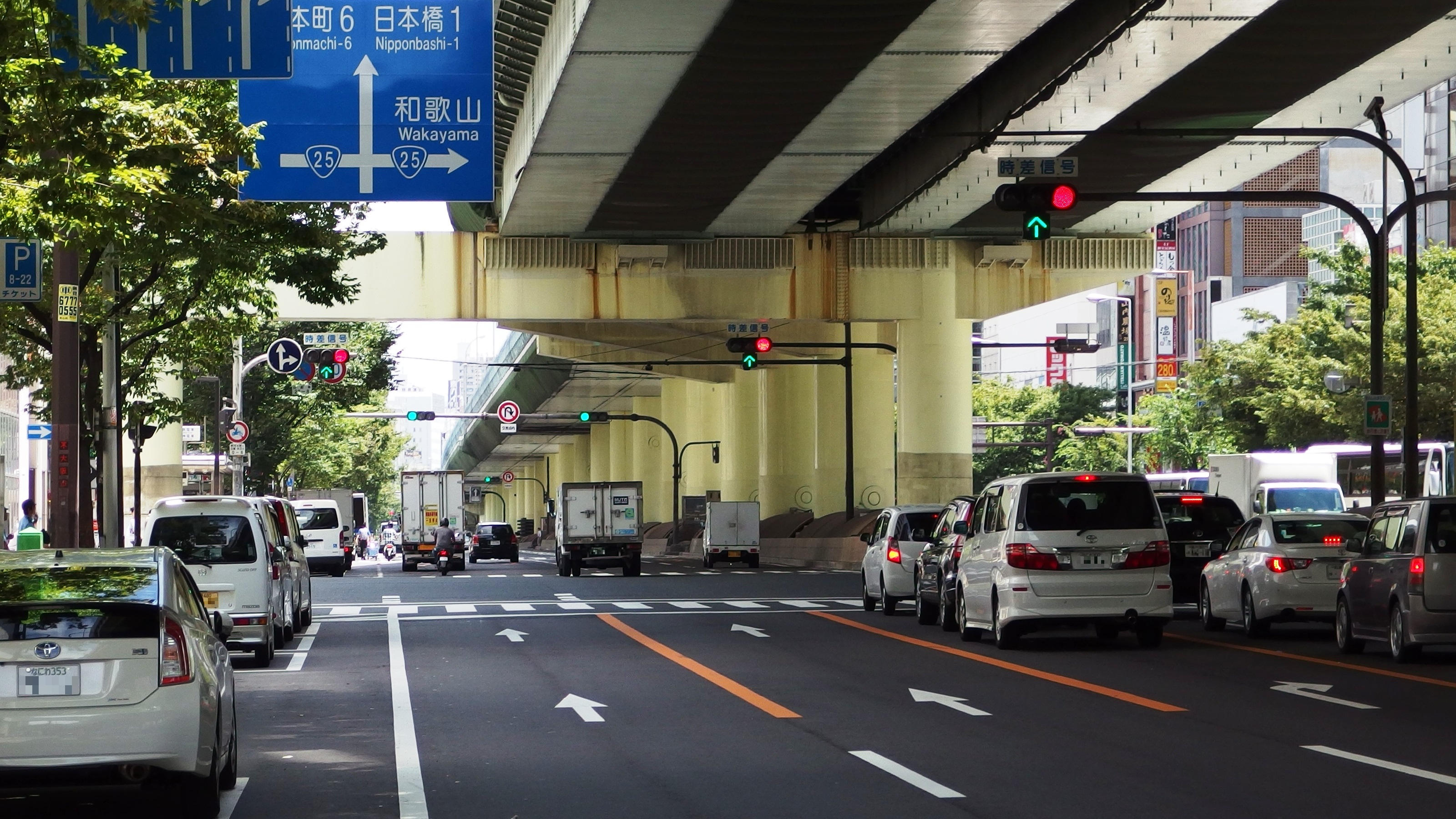
御堂筋との交点・難波交差点

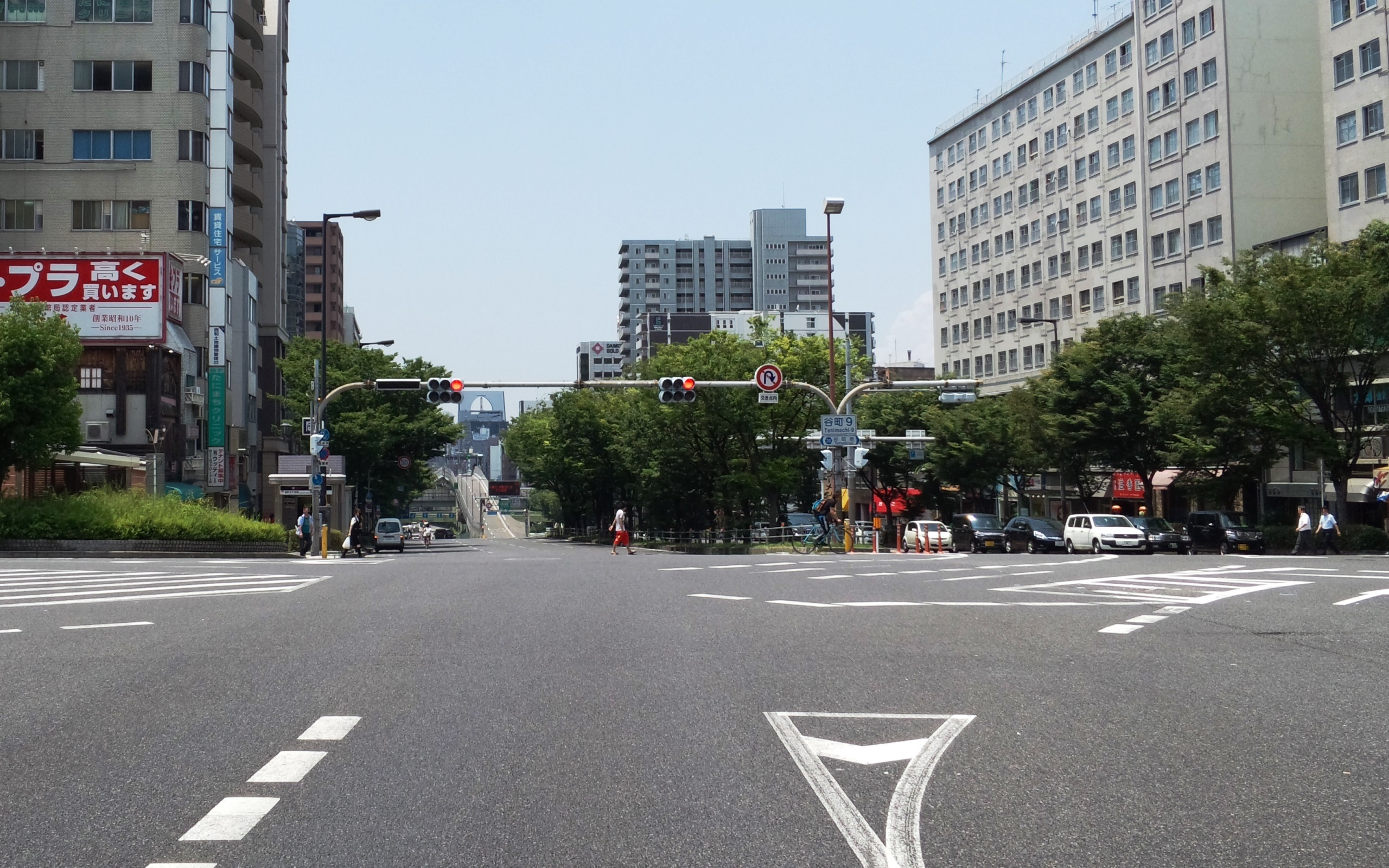
谷町筋との交点・谷町9交差点

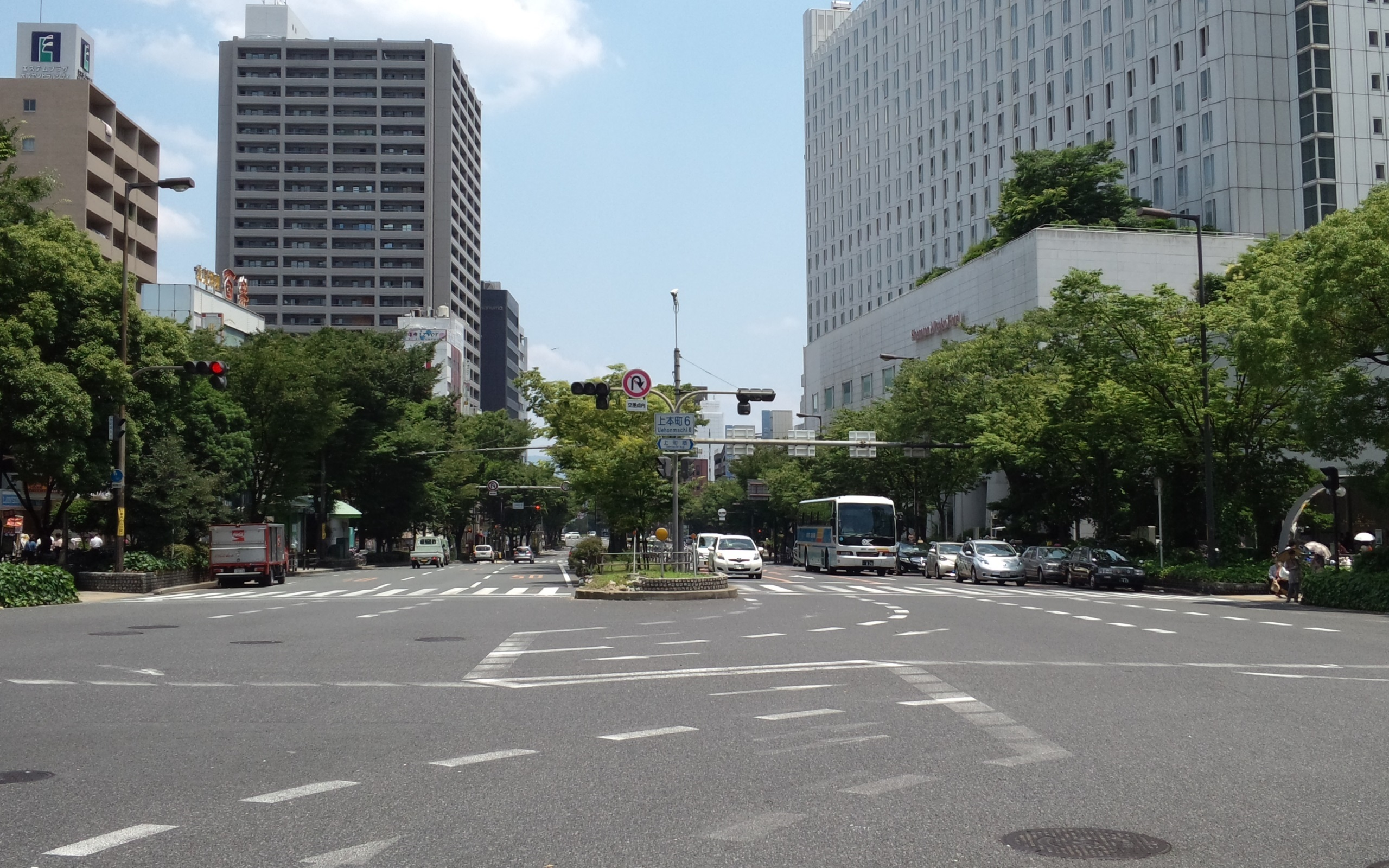
上町筋との交点・上本町6交差点

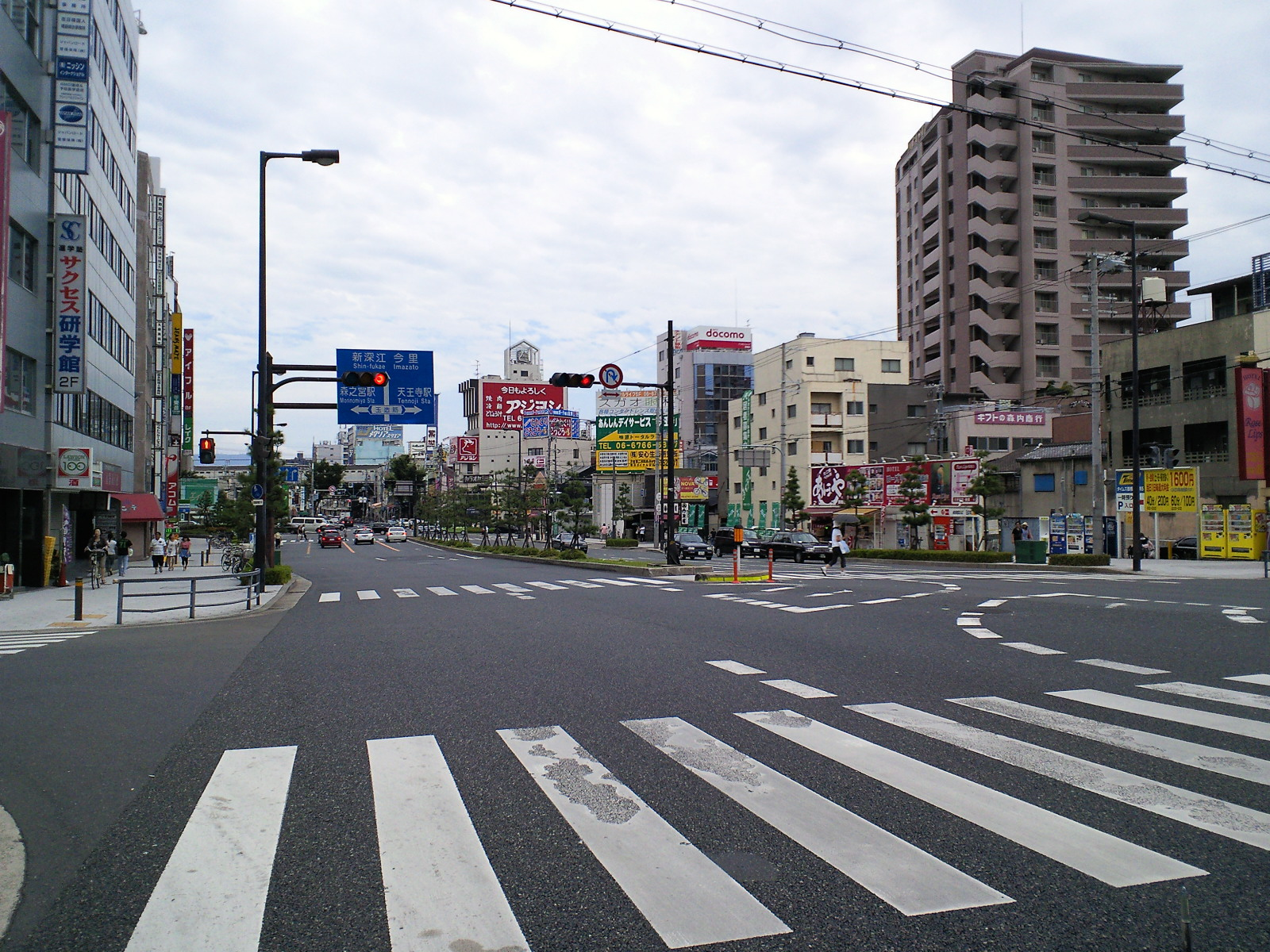
天王寺区味原町付近

- 上側が西側、下側が東側。左側が南側、右側が北側。
- 交差する道路の特記がないものは市道。

| 交差する道路                     | 交差する道路                                 | 交差する場所 | 交差する場所 | 路線番号  |
| -------------------------------- | -------------------------------------------- | ------------ | ------------ | --------- |
| 市道難波境川線                   |                                              |              |              |           |
| 府道173号大阪八尾線＜大正通＞    | 府道173号大阪八尾線＜大正通＞                | 大正区       | 大正橋       | －        |
| 府道29号大阪臨海線＜新なにわ筋＞ | 府道29号大阪臨海線＜新なにわ筋＞             | 浪速区       | 汐見橋       | －        |
| ＜あみだ池筋＞                   | ＜あみだ池筋＞                               | 浪速区       | 桜川2        | －        |
| 府道41号大阪伊丹線＜なにわ筋＞   | 府道41号大阪伊丹線＜なにわ筋＞               | 浪速区       | 幸町1        | －        |
| －                               | 阪神高速15号堺線                             | 浪速区       | 湊町出口     | －        |
| 市道南北線＜四つ橋筋＞           | 市道南北線＜四つ橋筋＞                       | 浪速区       | 湊町南       | －        |
| 国道25号＜御堂筋＞               | 国道25号＜御堂筋＞                           | 中央区       | 難波         | －        |
| 国道25号＜御堂筋＞               | 国道25号＜御堂筋＞                           | 中央区       | 難波         | 府道702号 |
| 府道102号恵美須南森町線＜堺筋＞  | 府道102号恵美須南森町線＜堺筋＞              | 中央区       | 日本橋1      |           |
| 市道天神橋天王寺線＜松屋町筋＞   | 市道天神橋天王寺線＜松屋町筋＞               | 中央区       | 下寺町       |           |
| 阪神高速1号環状線                | 阪神高速1号環状線                            | 中央区       | 高津入口     |           |
| 府道30号大阪和泉泉南線＜谷町筋＞ | 府道30号大阪和泉泉南線＜谷町筋＞             | 中央区       | 谷町9        |           |
| 市道赤川天王寺線＜上町筋＞       | 市道赤川天王寺線＜上町筋＞                   | 天王寺区     | 上本町6      |           |
| ＜玉造筋＞                       | ＜玉造筋＞                                   | 天王寺区     | 下味原       |           |
| 市道上新庄生野線                 | 市道上新庄生野線                             | 東成区       | 玉津3        |           |
| 市道大阪環状線＜今里筋＞         | 国道308号［長堀通＞ 市道大阪環状線＜今里筋＞ | 東成区       | 今里         |           |
| 市道大阪環状線＜今里筋＞         | 国道308号［長堀通＞ 市道大阪環状線＜今里筋＞ | 東成区       | 今里         | 国道308号 |
| 国道479号＜内環状線＞            | 国道308号＜内環状線＞                        | 東成区       | 新深江       |           |
| 府道24号大阪東大阪線             |                                              |              |              |           |

## 交通量
2005年度（大阪国道事務所　道の資料室より）
平日24時間交通量（台）
- 大阪市浪速区桜川2丁目：36,146
- 大阪市中央区千日前1丁目：49,416
- 大阪市天王寺区東高津町：33,756
- 大阪市東成区神路4丁目：30,321